# Persone di nome Santiago/Calciatori
| Questa pagina contiene informazioni ricavate automaticamente dalle voci biografiche con l'ausilio del template Bio e di un bot. L'aggiornamento è periodico e automatico e ricostruisce completamente la pagina. Se manca una persona in questa lista, sei pregato di non aggiungerla, ma accertati piuttosto che la sua voce biografica contenga il template Bio e che i dati anagrafici siano correttamente compilati. Se il template Bio manca, inseriscilo tu stesso o, in alternativa, metti l'avviso {{tmp\|Bio}} che ne segnala la mancanza. Se i dati riportati sono sbagliati, correggi direttamente la voce biografica; le modifiche saranno visibili in questa lista entro pochi giorni. Per chiarimenti vedi il progetto antroponimi. La lista contiene solo le 118 persone che sono citate nell'enciclopedia e per le quali è stato implementato correttamente il template Bio. Pagina aggiornata al 16 ott 2024. |

Questa è una lista di persone presenti nell'enciclopedia che hanno il nome Santiago e sono calciatori.

## A(6)
- Santiago Aragón, ex calciatore spagnolo (Malaga, n. 1968)
- Santiago Arias, calciatore uruguaiano (Montevideo, n. 1995)
- Santiago Arias, calciatore colombiano (Medellín, n. 1992)
- Santiago Arzamendia, calciatore argentino (Wanda, n. 1997)
- Santiago Ascacíbar, calciatore argentino (La Plata, n. 1997)
- Santiago Ayala, calciatore argentino (Posadas, n. 2002)

## B(7)
- Santiago Bellini, calciatore uruguaiano (Las Piedras, n. 1996)
- Santiago Benítez, calciatore paraguaiano (n. 1903 - † 1997)
- Santiago Bernabéu, calciatore e allenatore di calcio spagnolo (Almansa, n. 1895 - Madrid, † 1978)
- Santiago Bianchi, ex calciatore argentino (Buenos Aires, n. 1983)
- Santiago Briñone, calciatore argentino (n. 1996)
- Santiago Brunelli, calciatore uruguaiano (Montevideo, n. 1998)
- Santiago Bueno, calciatore uruguaiano (Montevideo, n. 1998)

## C(15)
- Santiago Cappi, calciatore uruguaiano (Montevideo, n. 2003)
- Santiago Carrera, calciatore uruguaiano (Montevideo, n. 1994)
- Santiago Cartagena, calciatore uruguaiano (Montevideo, n. 2002)
- Castro, ex calciatore spagnolo (Mugardos, n. 1947)
- Santiago Castro, calciatore argentino (San Martín, n. 2004)
- Santi Cazorla, calciatore spagnolo (Llanera, n. 1984)
- Santiago Chacón, calciatore argentino (Buenos Aires, n. 1992)
- Santiago Charamoni, ex calciatore uruguaiano (Tacuarembó, n. 1994)
- Santiago Colombatto, calciatore argentino (Córdoba, n. 1997)
- Santi Comesaña, calciatore spagnolo (Vigo, n. 1996)
- Santiago Corbo, calciatore uruguaiano (Montevideo, n. 2002)
- Santiago Coronel, calciatore argentino (Ituzaingó, n. 2000)
- Santiago Cortés, calciatore salvadoregno (n. 1945 - Los Angeles, † 2011)
- Santiago Costa, calciatore uruguaiano (La Paz, n. 2000)
- Santiago Cáseres, calciatore argentino (Parque Leloir, n. 1997)

## D(1)
- Santiago Díaz, calciatore uruguaiano (Colonia del Sacramento, n. 2003)

## E(2)
- Santiago Eneme Bocari, calciatore equatoguineano (Malabo, n. 2000)
- Santiago Ezquerro, ex calciatore spagnolo (Calahorra, n. 1976)

## F(2)
- Santiago Franca, calciatore uruguaiano (Montevideo, n. 2002)
- Santiago Franco, calciatore uruguaiano (Las Piedras, n. 1999)

## G(11)
- Santiago Gallucci, calciatore argentino (Buenos Aires, n. 1991)
- Santiago García, calciatore argentino (Rosario, n. 1988)
- Santiago Damián García, calciatore uruguaiano (Montevideo, n. 1990 - Mendoza, † 2021)
- Santi García, calciatore spagnolo (Madrid, n. 2001)
- Santiago Gentiletti, ex calciatore argentino (Gödeken, n. 1985)
- Santiago Giménez, calciatore messicano (Buenos Aires, n. 2001)
- Santiago Giordana, calciatore argentino (Crespo, n. 1995)
- Santiago Godoy, calciatore argentino (Avellaneda, n. 2001)
- Santiago Emiliano González, calciatore uruguaiano (Montevideo, n. 1992)
- Santiago González, calciatore argentino (Tigre, n. 2003)
- Santiago Guzmán, calciatore uruguaiano (Montevideo, n. 2004)

## H(5)
- Santiago Herrera, calciatore venezuelano (Barquisimeto, n. 1999)
- Santiago Hezze, calciatore argentino (Buenos Aires, n. 2001)
- Santiago Hidalgo, calciatore argentino (Santiago del Estero, n. 2005)
- Santiago Homenchenko, calciatore uruguaiano (Mercedes, n. 2003)
- Santiago Hoyos, ex calciatore argentino (Buenos Aires, n. 1982)

## I(3)
- Santiago Idígoras, ex calciatore spagnolo (Oñati, n. 1953)
- Santiago Irala, calciatore paraguaiano (n. 1999)
- Santiago Isasi, calciatore spagnolo (Madrid, n. 1936 - Palma di Maiorca, † 2017)

## J(1)
- Santi Jara, calciatore spagnolo (Almansa, n. 1991)

## K(1)
- Santiago Kelly, calciatore argentino (n. 1921)

## L(6)
- Santiago Ladino, ex calciatore argentino (Buenos Aires, n. 1980)
- Santiago Laquidain, calciatore argentino (Mar del Plata, n. 2001)
- Santiago Lebus, calciatore argentino (Santa Fe, n. 1996)
- Santiago Longo, calciatore argentino (Freyre, n. 1998)
- Santiago Luján, calciatore argentino (Merlo, n. 2002)
- Santiago López, calciatore argentino (Nono, n. 2006)

## M(14)
- Santiago Malano, calciatore argentino (Mercedes, n. 1987)
- Santiago Martínez, calciatore uruguaiano (Salto, n. 1991)
- Santiago Mederos, calciatore uruguaiano (Montevideo, n. 1998)
- Santiago Mele, calciatore uruguaiano (Montevideo, n. 1997)
- Santiago Merlo, calciatore uruguaiano (Empalme Olmos, n. 1998)
- Santiago Micolta, calciatore ecuadoriano (Machala, n. 2000)
- Santiago Milano, calciatore uruguaiano (Montevideo, n. 2003)
- Santi Mina, calciatore spagnolo (Vigo, n. 1995)
- Santiago Montiel, calciatore argentino (Gregorio de Laferrere, n. 2000)
- Santiago Montoya, ex calciatore colombiano (Medellín, n. 1991)
- Santiago Morandi, ex calciatore uruguaiano (Montevideo, n. 1984)
- Santiago Moreno, calciatore colombiano (Cali, n. 2000)
- Santiago Morero, ex calciatore argentino (Murphy, n. 1982)
- Santiago Muñoz, calciatore messicano (El Paso, n. 2002)

## N(3)
- Santiago Nagüel, calciatore argentino (Buenos Aires, n. 1993)
- Santiago Naveda, calciatore messicano (Città del Messico, n. 2001)
- Santiago Núñez, calciatore argentino (Roque Pérez, n. 2000)

## O(6)
- Santiago Ojeda, ex calciatore peruviano (Piura, n. 1951)
- Santiago Ondo, ex calciatore gabonese (Libreville, n. 1974)
- Santiago Orgaz, calciatore spagnolo (Madrid, n. 1928 - Madrid, † 2014)
- Santiago Ormeño, calciatore messicano (Ciudad Madero, n. 1994)
- Santiago Ostolaza, ex calciatore uruguaiano (Dolores, n. 1962)
- Santiago Silva, ex calciatore uruguaiano (Montevideo, n. 1980)

## P(4)
- Santiago Paiva, calciatore uruguaiano (Montevideo, n. 1999)
- Santiago Pierotti, calciatore argentino (Pilar, n. 2001)
- Santiago Prim, calciatore argentino (Campana, n. 1990)
- Santiago Pérez, calciatore uruguaiano (Montevideo, n. 1998)

## Q(1)
- Santiago Quirós, calciatore argentino (Avellaneda, n. 2003)

## R(8)
- Santiago Ramos Mingo, calciatore argentino (Córdoba, n. 2001)
- Santiago Ramírez, calciatore uruguaiano (Mercedes, n. 2001)
- Santiago Ramírez, calciatore uruguaiano (Paysandú, n. 1998)
- Santiago Rodríguez, calciatore uruguaiano (Montevideo, n. 2000)
- Santiago Rodríguez, calciatore argentino (Arizona, n. 1997)
- Santiago Rollano, calciatore uruguaiano (Melo, n. 2004)
- Santiago Romero, calciatore uruguaiano (Montevideo, n. 1990)
- Santiago Rublico, calciatore filippino (Madrid, n. 2005)

## S(12)
- Santiago Salazar, ex calciatore peruviano (Lima, n. 1974)
- Santiago Salcedo, calciatore paraguaiano (Asunción, n. 1981)
- Santiago Salfate, calciatore cileno (Iquique, n. 1916 - Santiago del Cile, † 2010)
- Santiago Salle, calciatore argentino (Olavarría, n. 2004)
- Santiago Santamaría, calciatore argentino (San Nicolás de los Arroyos, n. 1952 - Córdoba, † 2013)
- Santiago Scotto, calciatore uruguaiano (Montevideo, n. 1997)
- Santiago Ibraim Silva Azambuja, calciatore uruguaiano (Salto, n. 1999)
- Santiago Silva, calciatore uruguaiano (Montevideo, n. 2004)
- Santiago Silva Gerez, calciatore uruguaiano (Artigas, n. 1990)
- Santiago Simón, calciatore argentino (Buenos Aires, n. 2002)
- Santiago Germán Solari, calciatore argentino (Arizona, n. 1998)
- Santiago Sosa, calciatore argentino (La Plata, n. 1999)

## T(3)
- Santiago Toloza, calciatore argentino (Morteros, n. 2002)
- Santiago Trigos, calciatore messicano (Città del Messico, n. 2002)
- Santiago Tréllez, calciatore colombiano (Medellín, n. 1990)

## U(2)
- Santiago Urquiaga, ex calciatore spagnolo (Barakaldo, n. 1958)
- Santiago Urtizberea, calciatore e allenatore di calcio spagnolo (Irun, n. 1909 - Saint-Jean-de-Luz, † 1985)

## V(4)
- Santiago Vega, calciatore uruguaiano (Montevideo, n. 1996)
- Santiago Vergini, ex calciatore argentino (Máximo Paz, n. 1988)
- Santiago Viera, calciatore uruguaiano (Montevideo, n. 1998)
- Santiago Villafañe, calciatore argentino (Mar del Plata, n. 1988)

## Z(1)
- Santiago Zurbriggen, calciatore argentino (San Jerónimo Norte, n. 1990)